# Eric Schweig
Pour les articles homonymes, voir Schweig.
 (février 2013).
Si vous disposez d'ouvrages ou d'articles de référence ou si vous connaissez des sites web de qualité traitant du thème abordé ici, merci de compléter l'article en donnant les références utiles à sa vérifiabilité et en les liant à la section « Notes et références ».
Eric Schweig (né le 19 juin 1967 à Inuvik dans les Territoires du Nord Ouest) est un acteur canadien qui est connu pour son interprétation du personnage d’Uncas dans le film Le Dernier des Mohicans (1992). Il a participé à de nombreuses productions cinématographiques dont : Squanto: A Warrior's Tale (1994), Les Amants du nouveau monde (1995) et Les Disparues (2003). En parallèle à sa carrière d’acteur, Eric Schweig pratique la sculpture sur bois, principalement la création de masques inspirés des masques traditionnels inuits.

## Biographie
D'ascendance Inuit par sa mère et Déné / Ojibwé par son père, Eric Schweig a été adopté à l'âge de six mois par une famille germano-canadienne. Il passe son enfance à Inuvik jusqu’à l’âge de six ans, puis vécut en Floride et à Toronto.
À l’âge de seize ans, Eric Schweig quitte sa famille adoptive et gagne sa vie comme travailleur de la construction. En 1987, alors qu’il avait tout juste vingt ans, il est remarqué par un producteur de cinéma qui l’invite à auditionner pour un rôle dans La Source du Chaman (The Shaman's Source, 1990). Sans aucune formation ni expérience d’acteur préalables, mais doué d’un réel talent naturel, Eric Schweig remporte l’audition et commence sa carrière au cinéma.
Parmi toutes les productions télévisées et cinématographiques auxquelles il a participé depuis, ses interprétations remarquées sont celle d’Uncas dans le film Le Dernier des Mohicans (1992) et celle de Pike Dexter dans Big Eden (2000), qui lui valut le grand prix du jury au Festival du film gai et lesbien de Los Angeles.
Parmi les nombreuses productions à caractère historique auxquelles il a participé, Eric Schweig incarne le célèbre chef Mohawk Joseph Brandt / Thayendanega en 1993 dans La Chaine brisée (The Broken Chain) où il tient pour la première fois le rôle principal d’un film. Eric Schweig a également joué quelques premiers rôles marquants dans des films plus contemporains témoignant des problèmes sociaux vécus par les premières nations d’Amérique du Nord : Skins (2002), Cowboys and Indians: The J.J. Harper Story (2003) et One Dead Indian (2006).
En parallèle à sa carrière d’acteur au cinéma, Eric Schweig entame dans les années 1990 une démarche artistique lui permettant de renouer avec ses racines autochtones. Comme de nombreux Inuits du Canada, Eric Schweig pratique depuis l’enfance la sculpture de petits objets sur bois ou sur pierre (personnages, kayak, etc.). Grâce au mentorat de l’artiste Vern Etzerza, il étudia la sculpture traditionnelle des Amérindiens de la côte du Pacifique puis resserra sa pratique sur la réinterprétation des masques spirituels inuits, en collaboration avec le maître sculpteur Art Thompson. 
La série de masques créée par Eric Schweig s’avère non seulement une tentative réussie de renouer avec ses origines et l'art inuit mais aussi une nécessaire œuvre de résilience face aux traumatismes de son enfance. En 1999, durant la conférence Vancouver Inner City Foster Care Conference, Eric Schweig livra en effet un vibrant témoignage de sa douloureuse expérience d'adoption et de violence familiale. Conséquence de ce déracinement et de cette maltraitance, Eric Schweig lutte pendant de nombreuses années contre sa dépendance à l'alcool et à la drogue.
Sa célébrité d’acteur lui a permis de témoigner de son expérience de vie lors de nombreuses conférences au Canada et aux États-Unis et d’ainsi sensibiliser le grand public à la cause autochtone pour la protection de l’enfance.

## Filmographie
- 1990 : The Shaman's Source : Robert Crow
- 1992 : By Way of the Stars (feuilleton télévisé) : Black Thunder
- 1992 : Le Dernier des Mohicans (The Last of the Mohicans) : Uncas
- 1993 : For Love and Glory (téléfilm) : Moses Moon
- 1993 : La Chaîne brisée (The Broken Chain) (téléfilm) : Joseph Brandt / Theyendangea
- 1994 : Squanto: A Warrior's Tale : Epenow
- 1994 : Entre lune et terre (Pontiac Moon) : Ernest Ironplume
- 1995 : Follow the River (téléfilm) : Wildcat
- 1995 : Les Amants du nouveau monde (The Scarlet Letter) de Roland Joffé : Metacomet
- 1995 : Tom et Huck (Tom and Huck) : Injun Joe
- 1996 : Les Amants de rivière rouge (série télévisée) : Napoléon
- 1996 : Lonesome Dove : Les Jeunes Années (Dead Man's Walk) (feuilleton télévisée) : Buffalo Hump
- 2000 : Big Eden : Pike Dexter
- 2002 : Skins : Rudy Yellow Lodge
- 2003 : Mr. Barrington : Samuel
- 2003 : Cowboys and Indians: The J.J. Harper Story (TV) : Harry Wood
- 2003 : Les Disparues (The Missing) : Pesh-Chidin a.k.a. El Brujo
- 2005 : Into the West (téléfilm) : Sitting Bull
- 2005 : It Waits : Joseph Riverwind
- 2005 : Shania: A Life in Eight Albums (téléfilm) : Jerry Twain
- 2006 : One Dead Indian (téléfilm) : Sam George
- 2006 : Indian Summer: The Oka Crisis
- 2006 : Le Prix de la différence (Not Like Everyone Else) (téléfilm) : Tim Blackbear
- 2006 : Mr. Soul : Steve Lonethunder
- 2007 : Bury My Heart at Wounded Knee : Gall
- 2008 : The Stone Child (en production) : Ray

Participations à des séries télévisées
- 1988 : War of the Worlds dans l'épisode "Dust To Dust" (épisode # 1.14)
- 1994 : Due South
- 1995 : 500 Nations (narration seulement)
- 1995 : Hawkeye dans l'épisode "The Ally" (épisode # 1.13)
- 2000 : Canada : A People's History dans l'épisode A Question of Loyalty (épisode # 5)
- 2000 : Hollywood Off-Ramp dans l'épisode "Casino" (épisode # 1.6)
- 2013 : Longmire, saison 2 épisode # 9 Rouge toscan
- 2023 : Little Bird

## Récompenses
- 2000 : Grand prix du jury pour la meilleure interprétation masculine au Festival du film gai et lesbienne de Los Angeles, pour son rôle de Pike Dexter dans Big Eden.